# Esox americanus vermiculatus
Az Esox americanus vermiculatus a sugarasúszójú halak (Actinopterygii) osztályának csukaalakúak (Esociformes) rendjébe, ezen belül a csukafélék (Esocidae) családjába tartozó sávos csuka (Esox americanus) egyik alfaja, vagy talán csak szinonimája.

## Előfordulása
Az Esox americanus vermiculatus Észak-Amerika egyik csukája. Ennek a halnak, az egyik fő előfordulási területe a Nagy-tavakban, a kanadai Dél-Ontario és az USA-i Michigan és Wisconsin államok között terül el, valamint Nebraska államban is. A déli állománya, pedig a Mississippi folyó és a texasi Brazos-folyó között található meg.

## Megjelenése

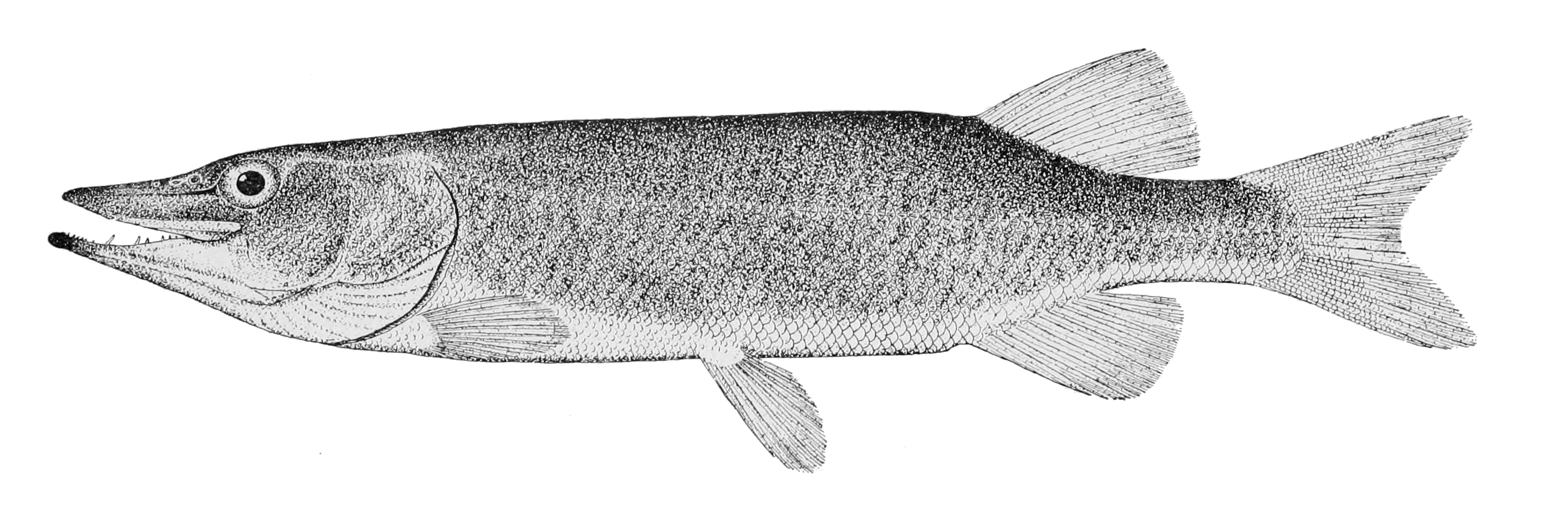
Rajz a halról, 1910-ből

Ez a csuka legfeljebb 37,6 centiméter hosszú, és 450 gramm testtömegű. Erőteljes, hengerszerű testének a keresztmetszete majdnem kerek, csak a gerincnél magasodik ki. Nagy, lapos fejének a tetején, nincsen pikkely. Rövid, széles pofája spakli alakú. Hatalmas szája vízszintesen áll, és a szem alá ér. Fogai elég nagyok. A felső állcsont elülső fogai és néhány oldalsó fog, nagyobbak, mint a többi. Pofájának oldalai és a kopoltyúfedők pikkelyesek. Testét is pikkelyek fedik. Testének háti része, az olivazöldtől a feketéig változik; hasi része pedig a világos borostyántól a fehérig változik. Néha sötét foltozás látható. A sávos csuka testén, 20-36 olivazöld vagy fekete, függőlegessáv húzódik, ezek közt pedig szélesebb világosabb sávok vannak. A fiatal példányok esetében, a sávozás fordítva van, a sötétebb sávok a szélesebbek, és a világosabbak a keskenyebbek. Az állkapocsa erősen pigmentált. Pupillája sárga vagy sárgászöld, szivárványhártyája pedig aranysárga. Hátúszója sötéten pigmentált; mindegyik úszó elülső része, fekete; továbbá pedig szürkés vagy borostyán színű.

## Életmódja
Mérsékelt övi, édesvízi ragadozó hal, amely a meder közelében leskelődik zsákmányára. Nem vándorol. Tavak, mocsarak, elárasztott területek és lassan folyó vizek lakója. A tisztavízű növényzetben érzi jól magát.

## Szaporodása
Az Esox americanus vermiculatus ikrák lerakásával szaporodik.

## Felhasználása
Az Esox americanus vermiculatusnak nincs ipari mértékű halászata, azonban a sporthorgászok egyik kedvenc hala. A városi akváriumok szívesen tartják.